# Falk-Ingo Klee

Falk-Ingo Klee

Falk-Ingo Klee (* 21. Dezember 1946 in Bochum) ist ein deutscher Schriftsteller.

## Leben
Ab 1978 schrieb er 16 Romane, die in der Terra-Astra-Reihe erschienen, zwischen 1981 und 1987 31 Romane für die Science-Fiction-Heftserie Atlan. 1982 und 1983 erschien von ihm jeweils ein Roman in der Perry-Rhodan-Taschenbuchreihe Planetenromane: Im Bann des Kometen (# 235) und Geiseln der Sterne (# 248). Für Verlagslektor Günter M. Schelwokat überarbeitete er Romane von W. D. Rohr.
Außerhalb der Science-Fiction schrieb Klee zwei Bücher über Kinderkrebs: einen in Tagebuchform geschriebenen Ratgeber über die Erkrankung (Neuroblastom) seiner damals dreijährigen Tochter, der 1986 erschien, sowie das Sachbuch Krebs und Leukämie im Kindesalter, das 1990 im Verlag für Medizin Fischer veröffentlicht wurde. 2009 erschien sein in seinem Wohnort Gießen spielender Regionalkrimi One-way Ticket, dem weitere Romane folgten. Außerdem ist Klee Verfasser von Gartenbüchern.

## Veröffentlichungen (Auswahl)
- Jasmin K. (3 Jahre) Diagnose: Krebs. Moewig Taschenbuchverlag, Rastatt 1986, ISBN 3-8118-3204-2.
- Krebs und Leukämie im Kindesalter. Verlag für Medizin Fischer, Heidelberg 1990, ISBN 3-88463-133-0.
- One-way Ticket – Ein Fall für den Undertaker. Wartberg-Verlag, Gudensberg-Gleichen 2009, ISBN 3-8313-2055-1.
- Mörderische Kunst – Ein Fall für den Undertaker. Wartberg-Verlag, Gudensberg-Gleichen 2021, ISBN 978-3-86305-333-8.
- Mörderische Geschäfte – Ein Fall für den Undertaker. Wartberg-Verlag, Gudensberg-Gleichen 2021, ISBN 978-3-86305-334-5.
- Mörderisches Phantom – Ein Fall für den Undertaker. Wartberg-Verlag, Gudensberg-Gleichen 2021, ISBN 978-3-86305-335-2.